# Walter West
Walter West (Bray, Berkshire, 11 de setembro de 1885 – Londres, 7 de março de 1958) foi um ator, produtor e diretor britânico da era do cinema mudo.

## Filmografia selecionada
- A London Flat Mystery
- The Answer (1916)
- Burnt Wings (1916)
- A Fortune at Stake (1918)
- A Great Coup (1919)
- A Daughter of Eve (1919)
- The Case of Lady Camber (1920)
- Kissing Cup's Race (1920)
- A Sportsman's Wife (1921)
- The Imperfect Lover (1921)
- The Loudwater Mystery (1921)
- The Scarlet Lady (1922)
- The Lady Owner (1923)
- Riding for a King (1926)
- Beating the Book (1926)
- Sweeney Todd (1928)
- Maria Marten (1928)
- Warned Off (1930)
- Hundred to One (1933)
- Bed and Breakfast (1938)